# Romp (motorfiets)
Romp is een historisch merk van motorfietsen.
De bedrijfsnaam was: Priest & Co., Birmingham.
Engels merk dat in 1913 en 1914 motorfietsen met 499 cc Precision-motor bouwde.
Na de Eerste Wereldoorlog werd de productie korte tijd hervat. Tot 1920 produceerde men motorfietsen met een 300cc-Union-inbouwmotor. De merknaam was toen veranderd in "Romper".